# Municipal District of Ranchland No. 66
Der Municipal District of Ranchland No. 66 ist einer der 63 „municipal districts“ in Alberta, Kanada. Der Verwaltungsbezirk liegt in der Region Süd-Alberta und gehört zur „Census Division 3“. Er wurde zum 1. Januar 1969 (incorporated als „Improvement District No. 6“), durch die Zusammenlegung zweier anderer Verwaltungsbezirke, eingerichtet. Der Bezirk ist der einzige in Alberta, der seinen Verwaltungssitz nicht innerhalb der Bezirksgrenzen hat. Dieser befindet sich im Nachbarbezirk in der Nähe von Nanton und ist für die kommunale Selbstverwaltung in den ländlichen Gebieten des Verwaltungsbezirk zuständig.

## Lage
Der „Municipal District“ liegt im Südwesten der kanadischen Provinz Alberta und grenzt im Westen an die benachbarte Provinz British Columbia. Im Nordwesten folgte der Verlauf der Bezirksgrenze streckenweise dem Oldman River, bevor dieser sich nach Süden wendet und im Südosten der Grenzverlauf des Bezirks wieder streckenweise seinem Verlauf folgt.
Die Hauptverkehrsachse des Bezirks ist der in Nord-Süd-Richtung verlaufende Alberta Highway 22.
Mit dem Chain Lakes Provincial Park findet sich einer der Provincial Parks in Alberta im Bezirk. Außerdem liegen Bereiche des Biosphärenreservates Waterton im Bezirk.
| Kananaskis Improvement District | Foothills County                            |                                           |
| British Columbia                | Kompassrose, die auf Nachbargemeinden zeigt | Municipal District of Willow Creek No. 26 |
| Municipality of Crowsnest Pass  |                                             | Municipal District of Pincher Creek No. 9 |

## Bevölkerung
| Jahr | Erhebung          | Einwohner | Änderung | Fläche (km²) | Bev.-dichte (EW/km²) |
| ---- | ----------------- | --------- | -------- | ------------ | -------------------- |
| 2016 | Volkszählung 2016 | 92        | + 16,5 % | 2.638,70     | 0,0                  |
| 2011 | Volkszählung 2011 | 79        | - 8,1 %  | 2.639,16     | 0,0                  |

## Gemeinden und Ortschaften
Innerhalb der Grenzen des Verwaltungsbezirks liegen keine Städte (City), Kleinstädte (Town), Dörfer (Village) oder Weiler (Hamlet). Es bestehen nur verschiedene kleinere Ansiedlungen ohne offiziellen Status und einige Einzelgehöfte.